# Senna Miangue
Senna Malik Miangue (Antwerpen, 5 februari 1997) is een Belgisch voetballer van Congolese afkomst die bij voorkeur als linksback speelt. Miangue kwam tot juni 2025 uit voor Cercle Brugge, dat hem overnam van de Italiaanse eersteklasser Cagliari Calcio.

## Clubcarrière

### Jeugd en begin profcarrière
Miangue werd geboren in Antwerpen als zoon van een Belgische moeder en een Congolose vader. Nadat hij op zijn negende jaar basketbal inruilde voor voetbal sloot hij zich in de jeugd eerst aan bij RVC Hoboken waar zijn stiefvader op dat moment actief was in het eerste elftal. Een jaartje later vertrok hij naar Beerschot AC. Daar moest hij vertrekken, maar na drie jaar bij stadsgenoot Antwerp FC keerde hij terug naar de club. Intussen was hij van spits tot linksachter omgevormd. In 2013 maakte hij op zestienjarige leeftijd de overstap naar Internazionale. Op 28 augustus 2016 debuteerde hij onder coach Frank de Boer in de Serie A in de thuiswedstrijd tegen US Palermo. De linksachter viel na 68 minuten in voor Davide Santon. De wedstrijd eindigde in een 1–1 gelijkspel.

### Cagliari
Tijdens de winterstop van het seizoen 2016/17 werd de verdediger door Inter voor de rest van het seizoen verhuurd aan Cagliari met een optie tot koop. Vijf maanden later verkaste Miangue definitief naar Cagliari dat een transfersom van 3,5 miljoen euro voor hem neertelde. Hij tekende een vijfjarig contract bij de Sardijnse club, maar kon in zijn eerste contractjaar niet op een basisplaats rekenen.
In 2018 keerde hij op huurbasis voor twee jaar terug naar zijn geboorteland. Miangue werd uitgeleend aan Standard Luik dat tevens ook een aankoopoptie bedong. Ook in Luik kwam Miangue weinig aan spelen toe. De linksback verloor de concurrentiestrijd met Nicolas Gavory en het in financiële problemen verkerende Standard zag af van de mogelijkheid om hem voor drie miljoen euro over te nemen.
In het seizoen 2020/21 werd hij uitgeleend aan KAS Eupen. In tegenstelling tot bij Standard wist Miangue hier wel veel speelminuten af te dwingen, hij kwam dat seizoen in 24 wedstrijden in actie waarvan 22 als basispion. 

### Cercle Brugge
Na één seizoen verliet Miangue Eupen voor een nieuwe uitleenbeurt aan reeksgenoot Cercle Brugge. Hij debuteerde op 27 juli 2021, op de eerste speeldag van het seizoen 2021/22, in de basisopstelling voor de uitwedstrijd tegen Beerschot VA. Deze wedstrijd werd winnend afgesloten met 0-1. Op 26 december 2021 scoorde Miangue zijn eerste profdoelpunt in de 2-0 derbyzege tegen Club Brugge. Na afloop van het seizoen 2021/22 nam Cercle Brugge hem definitief over van Cagliari. In maart 2025 onderging Miangue een operatie aan zijn voorste kruisband. Op het einde van het seizoen maakte Cercle bekend dat het contract van Miangue niet zou verlengd worden.

## Statistieken
| Seizoen                           | Club              | Competitie      | Competitie | Competitie | Beker | Beker | Internationaal | Internationaal | Overige1 | Overige1 | Totaal | Totaal |
| Seizoen                           | Club              | Competitie      | Wed.       | Dlp.       | Wed.  | Dlp.  | Wed.           | Dlp.           | Wed.     | Dlp.     | Wed.   | Dlp.   |
| --------------------------------- | ----------------- | --------------- | ---------- | ---------- | ----- | ----- | -------------- | -------------- | -------- | -------- | ------ | ------ |
| 2015/16                           | Internazionale    | Serie A         | 0          | 0          | 0     | 0     | —              | —              | —        | —        | 0      | 0      |
| 2016/17                           | Internazionale    | Serie A         | 3          | 0          | 0     | 0     | 2              | 0              | —        | —        | 5      | 0      |
| 2016/17                           | → Cagliari Calcio | Serie A         | 4          | 0          | 0     | 0     | 0              | 0              | —        | —        | 4      | 0      |
| 2017/18                           | Cagliari Calcio   | Serie A         | 11         | 0          | 1     | 0     | —              | —              | —        | —        | 12     | 0      |
| 2018/19                           | → Standard Luik   | Eerste klasse A | 2          | 0          | 0     | 0     | 0              | 0              | 4        | 0        | 6      | 0      |
| 2019/20                           | → Standard Luik   | Eerste klasse A | 4          | 0          | 1     | 0     | 0              | 0              | —        | —        | 5      | 0      |
| 2020/21                           | → KAS Eupen       | Eerste klasse A | 24         | 0          | 1     | 0     | —              | —              | —        | —        | 25     | 0      |
| 2021/22                           | → Cercle Brugge   | Eerste klasse A | 19         | 3          | 1     | 0     | —              | —              | —        | —        | 20     | 3      |
| 2022/23                           | Cercle Brugge     | Eerste klasse A | 8          | 0          | 1     | 0     | —              | —              | —        | —        | 9      | 0      |
| 2023/24                           | Cercle Brugge     | Eerste klasse A | 24         | 0          | 0     | 0     | —              | —              | —        | —        | 24     | 0      |
| 2024/25                           | Cercle Brugge     | Eerste klasse A | 16         | 0          | 1     | 0     | 10             | 0              | —        | —        | 27     | 0      |
| Carrière totaal                   | Carrière totaal   | Carrière totaal | 115        | 3          | 6     | 0     | 12             | 0              | 4        | 0        | 137    | 3      |
| Bijgewerkt tot en met 5 juni 2025 |                   |                 |            |            |       |       |                |                |          |          |        |        |

## Interlandcarrière
Miangue kwam reeds uit voor diverse Belgische nationale jeugdelftallen. In 2014 debuteerde hij in België –19. In maart 2020 werd hij voor het eerst geselecteerd voor het nationale voetbalelftal van Congo-Brazzaville dat een interland tegen Swaziland zou gaan spelen. Dit kwalificatieduel voor de Afrika Cup werd nadien echter afgelast vanwege de coronacrisis. In februari 2021 liet Miangue in een podcast van Play Sports weten voorlopig nog niet voor Congo-Brazzaville te willen uitkomen omdat hij de optie om uit te komen voor België open wou houden.

## Trivia
Senna Malik Miangue is genoemd naar Ayrton Senna, de Braziliaanse Formule 1-coureur die op 1 mei 1994 verongelukte na een dodelijke crash. Malik is het Arabische woord voor 'koning'.